# Kenyon
Kenyon és una població dels Estats Units a l'estat de Minnesota. Segons el cens del 2000 tenia 1.661 habitants.

## Demografia
Segons el cens del 2000, Kenyon tenia 1.661 habitants, 677 habitatges, i 440 famílies. La densitat de població era de 285 habitants per km².
Dels 677 habitatges en un 30,6% hi vivien nens de menys de 18 anys, en un 54,4% hi vivien parelles casades, en un 7,4% dones solteres, i en un 34,9% no eren unitats familiars. En el 29,8% dels habitatges hi vivien persones soles el 15,1% de les quals corresponia a persones de 65 anys o més que vivien soles. El nombre mitjà de persones vivint en cada habitatge era de 2,37 i el nombre mitjà de persones que vivien en cada família era de 2,94.
Per edats la població es repartia de la següent manera: un 23,9% tenia menys de 18 anys, un 7,3% entre 18 i 24, un 27,5% entre 25 i 44, un 19,7% de 45 a 60 i un 21,6% 65 anys o més.
L'edat mediana era de 39 anys. Per cada 100 dones de 18 o més anys hi havia 86,7 homes.
La renda mediana per habitatge era de 41.786 $ i la renda mediana per família de 50.000 $. Els homes tenien una renda mediana de 34.000 $ mentre que les dones 22.255 $. La renda per capita de la població era de 19.569 $. Entorn del 2,3% de les famílies i el 5,2% de la població estaven per davall del llindar de pobresa.

## Poblacions més properes
El següent diagrama mostra les poblacions més properes.